# Zwerg-Palmlilie
Die Zwerg-Palmlilie (Yucca nana) ist eine Pflanzenart der Gattung der Palmlilien (Yucca) in der Familie der Spargelgewächse (Asparagaceae).

## Beschreibung
Diese einzeln wachsende oder kleine Kolonien bildende Art ist die kleinste innerhalb der Gattung. Sie bildet Rosetten mit einem Durchmesser von 15 bis 25 cm. Die steifen, faserförmigen Laubblätter sind 10 bis 25 cm lang.
Der aufrechte Blütenstand wird bis zu 1 Meter hoch. Die Blüten erscheinen im Mai. Allerdings blüht diese Art nicht regelmäßig. Die sechs gleichgestaltigen, cremefarbenen Blütenhüllblätter stehen glockenförmig zusammen.
Sie ist bei trockenem Stand frosthart bis minus 20 °C.

## Verbreitung
Die Zwerg-Palmlilie ist in der Great Basin Wüste in Utah verbreitet. Sie wächst auf ebenem Gelände ebenso wie auch an felsigen Hügeln in Höhenlagen von 1600 bis 2400 m. In den letzten Jahren wurden von Hochstätter et al. weitere abgelegene, einheitliche dichte Populationen in Zentral Utah gefunden. Sie ist dort u. a. vergesellschaftet mit Sclerocactus parviflorus, Pediocactus bradyi subsp. despainii, Pediocactus simpsonii und verschiedenen Echinocereus-Arten.

## Systematik
Die Erstbeschreibung ist durch Fritz Hochstätter 1998 veröffentlicht worden. Die Art Yucca nana wird innerhalb der Gattung Yucca in die Sektion Chaenocarpa und darin in die Serie Harrimaniae gestellt.

## Bilder
Yucca nana in Utah:

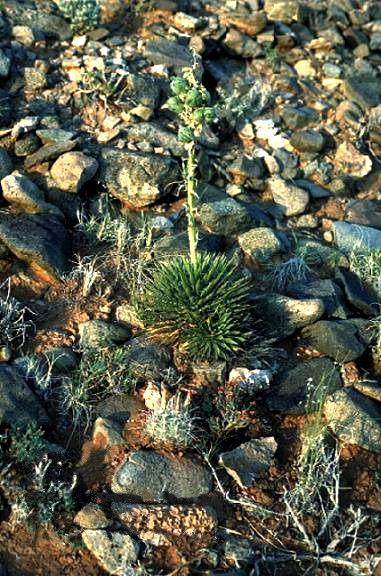
Wächst vergesellschaftet mit Sclerocactus parviflorus
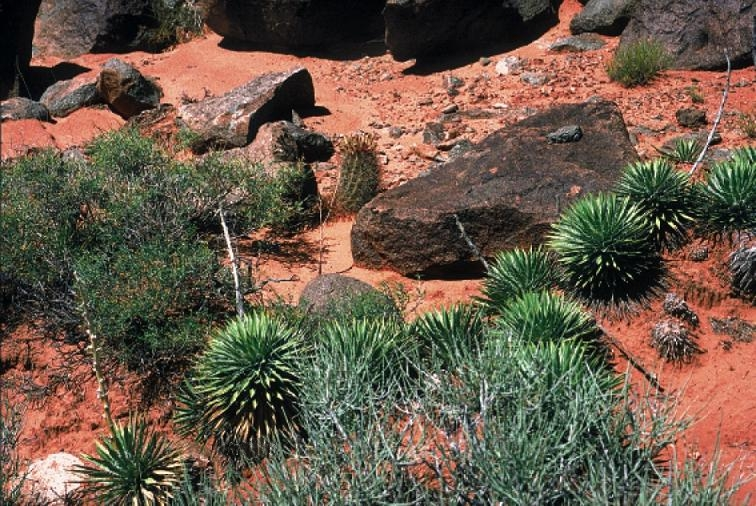
Im Hintergrund Sclerocactus parviflorus mit Früchten
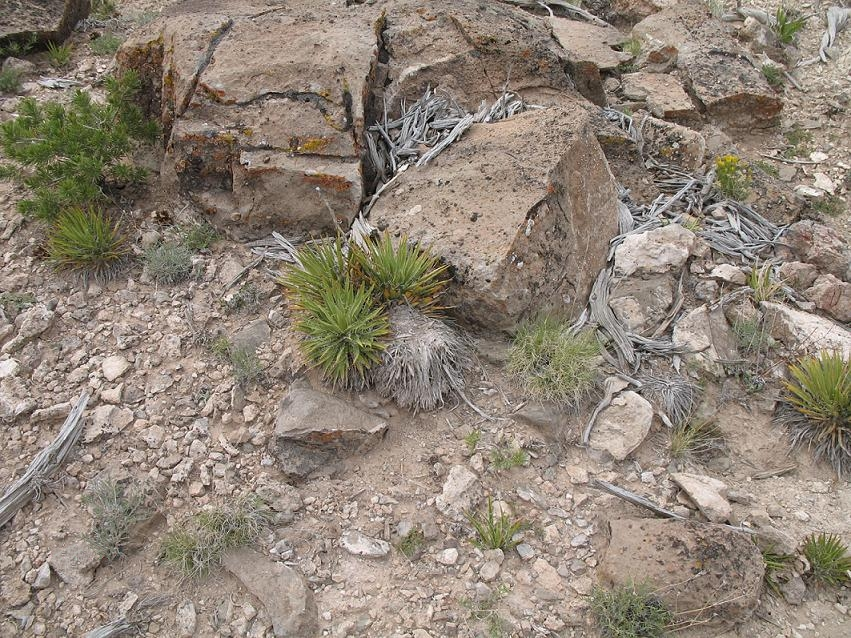
In einer Höhenlage von 2300 m